# Figura etimologica
La figura etimologica è una figura retorica che consiste nell'avvicinamento di due o più parole che hanno la stessa radice etimologica. È un particolare tipo di paronomasia. Il suo utilizzo serve principalmente a rafforzare ed evidenziare il concetto espresso.
Ecco alcuni esempi:
selva selvaggia (Dante Alighieri, Divina Commedia, Inferno - Canto primo, v. 5)
Amor, ch’a nullo amato amar perdona (Dante Alighieri, Divina Commedia, Inferno - Canto quinto, v. 103)
e li 'infiammati infiammar sì Augusto (Dante Alighieri, Divina Commedia, Inferno - Canto tredicesimo, v. 68)
prima ch'io disfatto, fatto (Dante Alighieri, Divina Commedia, Inferno - Canto sesto, v. 42)
E se, come ora, la distanza si distanzia, la lontananza si allontana, e la perdita si perde, si assenta l’assenza… (Giorgio Manganelli)
vivere la vita